# Oboekonsert
Oboekonsert, konsert för oboe och orkester, är ett verk för virtuos oboesolist och orkester. Verktypen uppstod under barocken och bland de första mästerverken i genren märks ett tjugotal konserter av Vivaldi. Senare har oboekonserter komponerats av bland andra Mozart och Richard Strauss..